# Championnats d'Afrique de lutte 1990
Navigation
Édition précédente Édition suivante
Les Championnats d'Afrique de lutte 1990 se déroulent en juin 1990 à Casablanca, au Maroc. Seules des épreuves masculines de lutte libre et de lutte gréco-romaine sont disputées.

## Podiums

### Lutte libre
| Catégories | Or                         | Argent                    | Bronze                     |
| ---------- | -------------------------- | ------------------------- | -------------------------- |
| 48 kg      | Amos Ojo (NGA)             | Yacine Benzaid (ALG)      | Ali Ahmed Nagib (EGY)      |
| 52 kg      | Tebe Dorgu (NGA)           | Rachid Benhammadi (ALG)   | Abdelmonem Faraga (EGY)    |
| 57 kg      | Okore Egbe (NGA)           | Abd Enour Boukhaoua (ALG) | Said Amimer (MAR)          |
| 62 kg      | Idris Jimoh (NGA)          | Abdelkader Bahloul (TUN)  | Halim Hachaichi (ALG)      |
| 68 kg      | Ibo Oziti (NGA)            | Eddine Houssam (EGY)      | Lofti Tebessi (TUN)        |
| 74 kg      | Azim Issam (EGY)           | Philipe Olawale (NGA)     | Belkhir Mounir (TUN)       |
| 82 kg      | Abdelwarit Mohyddine (EGY) | Mounir Sissaaoui (ALG)    | Okpuro Enekpedekumoh (NGA) |
| 90 kg      | Victor Kodei (NGA)         | Abdel Aziz Essafoui (MAR) | Mostapha Warith (EGY)      |
| 100 kg     | Ali Said Gabr (EGY)        | Martins Ubaha (NGA)       | Oumar Samba Sy (MTN)       |
| + 100 kg   | Jackson Bidei (NGA)        | Hassan Haddad (EGY)       | Abdelkader Haous (ALG)     |

### Lutte gréco-romaine
| Catégories | Or                                | Argent                 | Bronze                    |
| ---------- | --------------------------------- | ---------------------- | ------------------------- |
| 48 kg      | Ali Ahmed Nagib (EGY)             | Mohamed Moumen (MAR)   | Yacine Benzaid (ALG)      |
| 52 kg      | Abdelfatah Ashraf (EGY)           | Said Fahim (MAR)       | Ridah Ben Hamad (ALG)     |
| 57 kg      | Abderraahman Naanaa (MAR)         | Ali Houlimi (TUN)      | Abderrahman Emad (EGY)    |
| 62 kg      | Abdelatif Achraf (EGY)            | Rachid Khadar (MAR)    | Kamel Nedjini (ALG)       |
| 68 kg      | Eddine Houssam (EGY)              | Mazouz Bendjedaa (ALG) | Hassan Said Souaken (MAR) |
| 74 kg      | Issam Abdelazim (EGY)             | Said Baddaj (MAR)      | Tadjer Nacer (ALG)        |
| 82 kg      | Abdelwarit Mohyddine (EGY)        | Lotfi Rahmani (ALG)    | Mustapha Solaihan (MAR)   |
| 90 kg      | Moustafa Abdelwarit Ramadan (EGY) | Mohaber Gowtam (MRI)   | Abdel Aziz Essafoui (MAR) |
| 100 kg     | Kamal Abdelali (EGY)              | Benaceur Khalifa (TUN) | Makins Baha (NGA)         |
| + 100 kg   | Hassan Haddad (EGY)               | Rachid Belaziz (MAR)   | Abdelkader Haous (ALG)    |